# Behörde
Behörde (im organisatorischen Sinne auch Amt genannt) ist eine öffentliche Stelle, die die Aufgaben der öffentlichen Verwaltung wahrnimmt, die ihr aufgrund materieller Gesetze aufgegeben sind. Behörden können Tun, Dulden oder Unterlassen aufgeben (Eingriffsverwaltung) oder Leistungen darbieten (Leistungsverwaltung) und sind das Organ der jeweiligen Körperschaft, für die sie eingerichtet sind. Sie bestehen auf supranationaler, nationaler und subnationaler Ebene. Weitergehend ist der Begriff der öffentlichen Einrichtung und der Dienststelle, die als staatliche Stelle auch über die öffentliche Verwaltung hinausgehende Aufgaben wahrnimmt (z. B. militärische Dienststelle).

## Situation in Deutschland

### Begriff der Behörde
Der Begriff der Behörde wird unterschiedlich definiert: Behörde im verwaltungsverfahrensrechtlichen Sinne ist gemäß § 1 Abs. 4 VwVfG des Bundes bzw. der jeweils entsprechenden Vorschrift der VwVfG der Länder „jede Stelle, die Aufgaben der öffentlichen Verwaltung wahrnimmt“ (funktioneller Behördenbegriff). Darunter fallen neben den klassischen Verwaltungsträgern auch Organe der Legislative und der Judikative, sofern sie Verwaltungsentscheidungen treffen (z. B. der Bundestagspräsident bei der Erstattung von Wahlkampfkosten oder der Präsident eines Gerichts bei der Erteilung eines Hausverbots). Darüber hinaus gelten auch Beliehene (z. B. die Sachverständigen des TÜV oder die Bezirksschornsteinfeger) als Behörde, soweit sie die ihnen übertragenen Hoheitsrechte ausüben.
Der organisationsrechtliche Behördenbegriff weicht hiervon ab. Er ist gesetzlich nicht definiert. Der organisationsrechtliche Behördenbegriff ist deutlich enger als der verwaltungsverfahrensrechtliche: Erforderlich ist ein gewisser Personalkörper mit einem Behördenleiter und einem eigenen Aufgabenzuschnitt mit eigenen Befugnissen, der sich von der nächsthöheren Behörde abgrenzt. Die Einordnung kann manchmal schwierig sein: Außenstellen von Behörden (z. B. die zahlreichen Außenstellen des Bundesamtes für Migration und Flüchtlinge (BAMF)) sind zwar von der Zentrale räumlich getrennt, verfügen auch über einen gewissen Personalstab und auch über einen Leiter der Außenstelle, der innerorganisatorisch aber nur den Rang eines Referatsleiters hat. Die Außenstellen des BAMF haben keine gegenüber der Zentrale bestehenden eigenen Befugnisse und sind daher organisationsrechtlich keine eigene Behörde, wohl aber verwaltungsverfahrensrechtlich.

### Auftreten gegenüber dem Bürger
In Deutschland treten Behörden gegenüber dem Bürger im eigenen Namen auf, wobei ihr Handeln dem Rechtsträger zugeordnet wird, dem sie angehören (regelmäßig Bund, Länder, Kreise, Gemeinden). Im Verwaltungsprozess treten sie in der Regel als Vertretungsorgan für ihren Rechtsträger auf. Stellen, die zur mittelbaren Bundes- oder Landesverwaltung gehören – das sind u. a. Anstalten, Körperschaften und Stiftungen des öffentlichen Rechts – sind regelmäßig keine Behörden, sondern haben Behörden. Die Bundesagentur für Arbeit und die Deutsche Rentenversicherung Bund sind beispielsweise eigenständige Körperschaften des öffentlichen Rechts (§ 367 Abs. 1 SGB III einerseits, § 29 Abs. 1 SGB IV andererseits) und daher selbst rechtsfähig. Sie sind aus der Gebietskörperschaft Bundesrepublik Deutschland rechtlich ausgegliedert. Diese Körperschaften haben oft mehrere Organe, von denen in der Regel jedes Behördencharakter hat. Oft vertritt aber nur ein Organ die Körperschaft im Außenverhältnis, zumeist ein Vorstand oder ein Geschäftsführer. Aus der allgemeinen Innenverwaltung rechtlich ausgliederte Stellen des Bundes führen nicht den Bundesadler im Briefkopf, sondern oft eigene Logos.

### Abgrenzung
Sowohl im privaten als auch im öffentlichen Recht handeln Behörden oder Unternehmen, die gewisse Aufgaben der Versorgung übernehmen, im Auftrag der Verwaltungspolitik.
Sollen Teile einer Behörde als wirtschaftliches Unternehmen geführt werden, so geschieht dies in einem sogenannten Eigenbetrieb. Im Falle der Privatisierung wird in eine private Unternehmensform übergeleitet. In welcher Form Beamte in einer privatwirtschaftlich organisierten Gesellschaft verwendet werden können, regelt der Gesetzgeber. Eine Grenze für Privatisierungen bietet in Deutschland der Funktionsvorbehalt des Art. 33 Abs. 4 GG, der vorsieht, dass die Ausübung hoheitsrechtlicher Befugnisse in der Regel Angehörigen des öffentlichen Dienstes zu übertragen ist. In diesem Zusammenhang wird der Begriff der Daseinsvorsorge als Aufgabe des öffentlichen Dienstes in der politischen Diskussion verwendet.

### Behördenstruktur

Verdeutlichung der Behördenstruktur am Beispiel eines (fiktiven) Bundesministeriums.

Generell gilt, dass die Zuständigkeiten und Verantwortlichkeiten sowie die wesentlichen Arbeitsabläufe durch Gesetz, Verordnung, Erlass, Satzung, Geschäftsordnung oder anderweitig eindeutig und nachvollziehbar festgelegt sind. Behördenentscheidungen unterliegen, soweit sie in Rechte von Bürgern eingreifen, grundsätzlich einer rechtlichen Überprüfung im Rahmen der Verwaltungsgerichtsbarkeit; darüber hinaus wird die Arbeit von Behörden von der Fachaufsicht oder der Kommunalaufsicht durch übergeordnete Behörden kontrolliert.
Die Offenlegung interner Abläufe ist hingegen typischerweise nicht einklagbar, unterliegt aber der Dienstaufsicht; derartige Abläufe können der Aufsichtsbehörde mit einer Dienstaufsichtsbeschwerde zur Kenntnis gebracht werden. Eine Klagbarkeit kann sich aus inneren Abläufen beispielsweise dann ergeben, wenn es durch Verwaltungsvorschriften und/oder eine gefestigte Verwaltungspraxis zu einer Selbstbindung der Verwaltung kommt; ein Abweichen davon kann den allgemeinen Gleichheitssatz aus Art. 3 Abs. 1 GG verletzen und ist dann aus diesem Grund rechtswidrig.

#### Bundes- und Landesbehörden
Die tragenden Organisationseinheiten der Bundes- und Landesbehörden sind bei obersten und oberen Behörden die Referate, welche teils Dezernate genannt werden. Diese können sich in Sachgebiete oder Teams gliedern. Sie werden von einem Sachgebiets- bzw. Teamleiter geführt. Mehrere Referate können zu einer Gruppe, zu einer Referatsgruppe oder zu einer Unterabteilung zusammengefasst werden. Mehrere Gruppen, Referatsgruppen oder Unterabteilungen bilden eine Abteilung. Bedeutende Abteilungen mit vielen Unterabteilungen werden auch Hauptabteilung genannt, z. B. die ehemalige Hauptabteilung Rüstung im Bundesministerium der Verteidigung. Die (Haupt-)Abteilung ist die höchste Gliederungsform unterhalb der Leitungsebene einer Behörde. Diese besteht aus dem Behördenleiter, seinen Stellvertretern und Stabsstellen. In Bundesbehörden werden die Behördenleiter oft Präsident, deren Stellvertreter Vizepräsident genannt. In Bundesministerien gehören zur Leitungsebene der Bundesminister, die Parlamentarischen und beamteten Staatssekretäre.
Die Bundes- und Landesbehörden führen die Gesetze des Bundes bzw. ihres Landes aus. Die Verwaltung kann im eigenen Namen oder im Auftrag des Bundes erfolgen, je nach Verwaltungskompetenz. Da die Länder im föderalistischen System der Bundesrepublik Deutschland die Basiselemente bilden sollen, handeln sie selbständig im Rahmen ihrer Landesverwaltung unter der Fach- bzw. Rechtsaufsicht ihrer Regierung (welche dem jeweiligen Parlament wiederum Rechenschaft schuldet) sowie unter der Überprüfung durch Gerichte. Eine Kooperation der Ministerien der Länder findet unter anderem im Rahmen der Konferenzen der Ministerpräsidenten und Fachminister, insbesondere der Ministerpräsidentenkonferenz, statt.
Einzelne Behörden heißen oft Amt, z. B. Finanzamt, Versorgungsamt oder Forstamt.

#### Andere Behörden
Je nach Verwaltungsgliederung (siehe Kommunalverwaltung) gibt es in Deutschland Ämter in Regierungsbezirken, Landkreisen, Städten und Gemeinden. Dies ist in den Bundesländern durch die Gemeindeordnungen in Deutschland unterschiedlich geregelt. Meist untersteht die Stadt- oder Gemeindeverwaltung einem Bürgermeister.

### Verwaltungsvorgänge
Für einige Verwaltungsvorgänge gibt es genau definierte Begriffe.
- Ein Erlass ist eine Anordnung aus der Ministerialverwaltung an eine nachgeordnete Behörde (z. B. ein Erlass des Innenministeriums an die oberste Polizeibehörde).
- Ein Runderlass ist eine Anordnung aus der Ministerialverwaltung an mehrere nachgeordnete Behörden (z. B. ein Erlass des Kultusministeriums über Regelungen bestimmter Vorgänge an Schulen).
- Ein Auftrag ist jede Anweisung oder Mitteilung einer übergeordneten Behörde (die nicht oberste Behörde, also Ministerium, ist, da das Ministerium nur durch Erlass handelt, s. o.) an eine nachgeordnete Behörde.
- Eine Verfügung ist, sofern sie nach außen gerichtet ist, eine Anordnung mit konkret beschriebener Außenwirkung, d. h. an Behörden anderer Verwaltungsträger oder an Bürger, z. B. eine Polizeiverfügung des regionalen Polizeipräsidenten. Der Begriff wird im internen Behördenverkehr genutzt, um zu bearbeitende Sachverhalte mit Arbeitsschritten zu versehen und somit Folgeaufgaben zu erteilen, insbesondere dann, wenn die Verfügung von einer dritten Person (z. B einer Sachbearbeitung oder einem Schreibdienst) ausgeführt wird.
- Ein Bericht ist Text einer untergeordneten an die übergeordnete Behörde mit Sachständen, Bewertungen und/oder Folgerungen. Ein Brief eines subalternen Behördenmitarbeiters an seinen Vorgesetzten oder an den Minister ist somit auch dann ein „Bericht“, wenn er nicht angefordert war, sondern eine Eigeninitiative des Beamten ist.
- Ein Bescheid ist ein Verwaltungsakt in Form einer Entscheidung (z. B. Ablehnungsbescheid eines Antrages).
- Ein Vermerk ist eine ausschließlich behördeninterne Notiz (z. B. Gesprächsnotiz).
- Ein Protokoll beschreibt in der Regel Besprechungen und (Rats-)Sitzungen.
- Ein Schreiben umfasst alle sonstigen Schriftstücke innerhalb oder außerhalb der Behörde (z. B. Briefe an Bürger oder andere Behörden).

Beispiel: Nach einem Einbruch in ein Finanzamt schreibt der Polizeirevierleiter einen Bericht an den Polizeipräsidenten, er richtet ein Schreiben an das Finanzamt und eine Anordnung an seine ihm untergebenen Polizeibeamten.

### Deutschland
- Verwaltungsverfahrensgesetz der Bundesrepublik Deutschland (VwVfG) und Landesverwaltungsverfahrensgesetz (LVwVfG) des jeweiligen Bundeslandes
- Zehntes Buch Sozialgesetzbuch (Sozialrechtliches Verwaltungsverfahren)
- Föderalismusreform

### Österreich
- Behörde (Österreich)

### Schweiz
- Bundesverwaltung (Schweiz)

### Europa
- Hohe Behörde